# Franz Anton Hillebrandt
Franz Anton Hillebrandt (Vienna, 2 aprile 1719 – Vienna, 25 gennaio 1797) è stato un architetto austriaco.

## Biografia

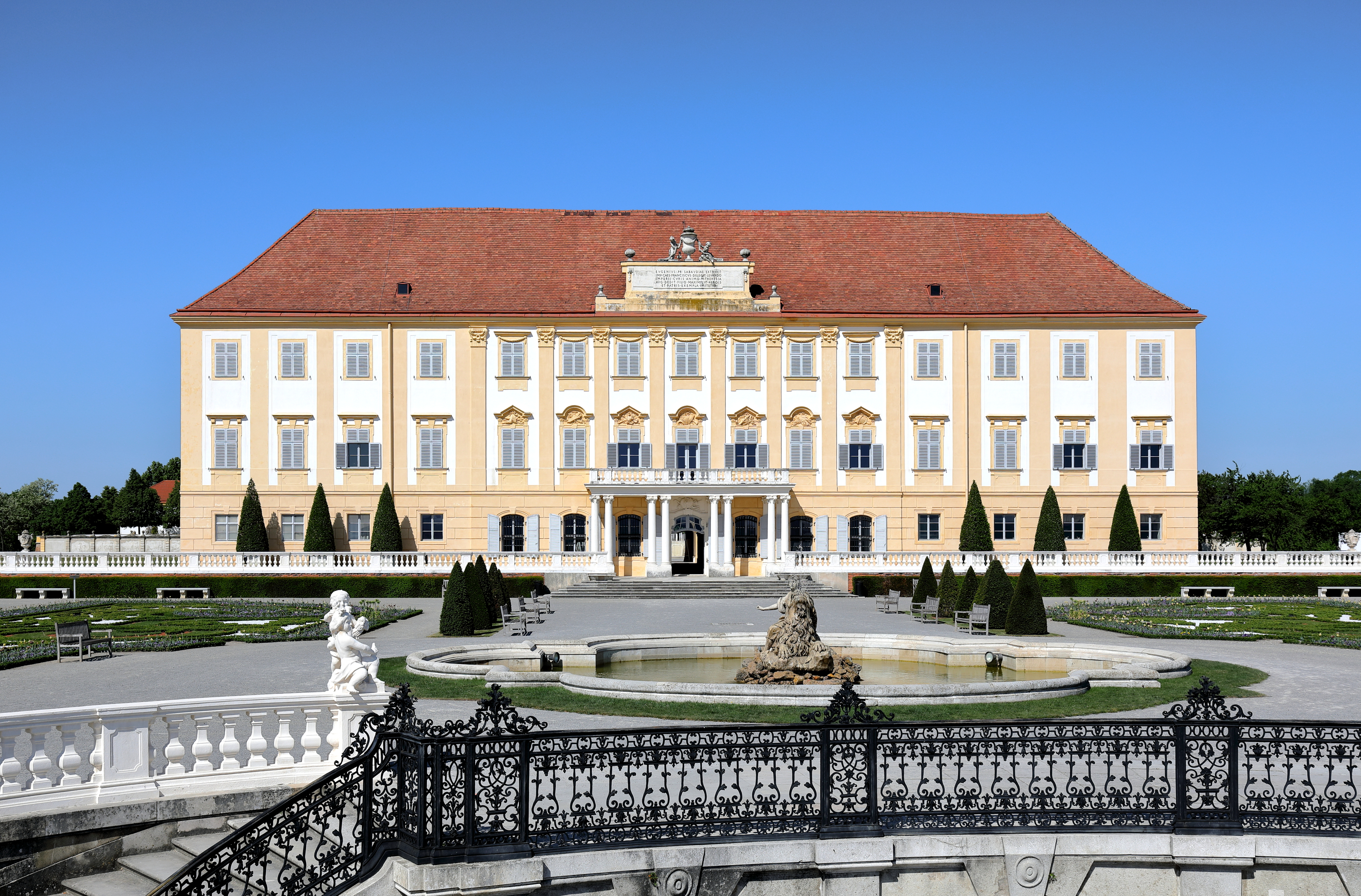
Castello di Hof, ristrutturazione (1773–1775)

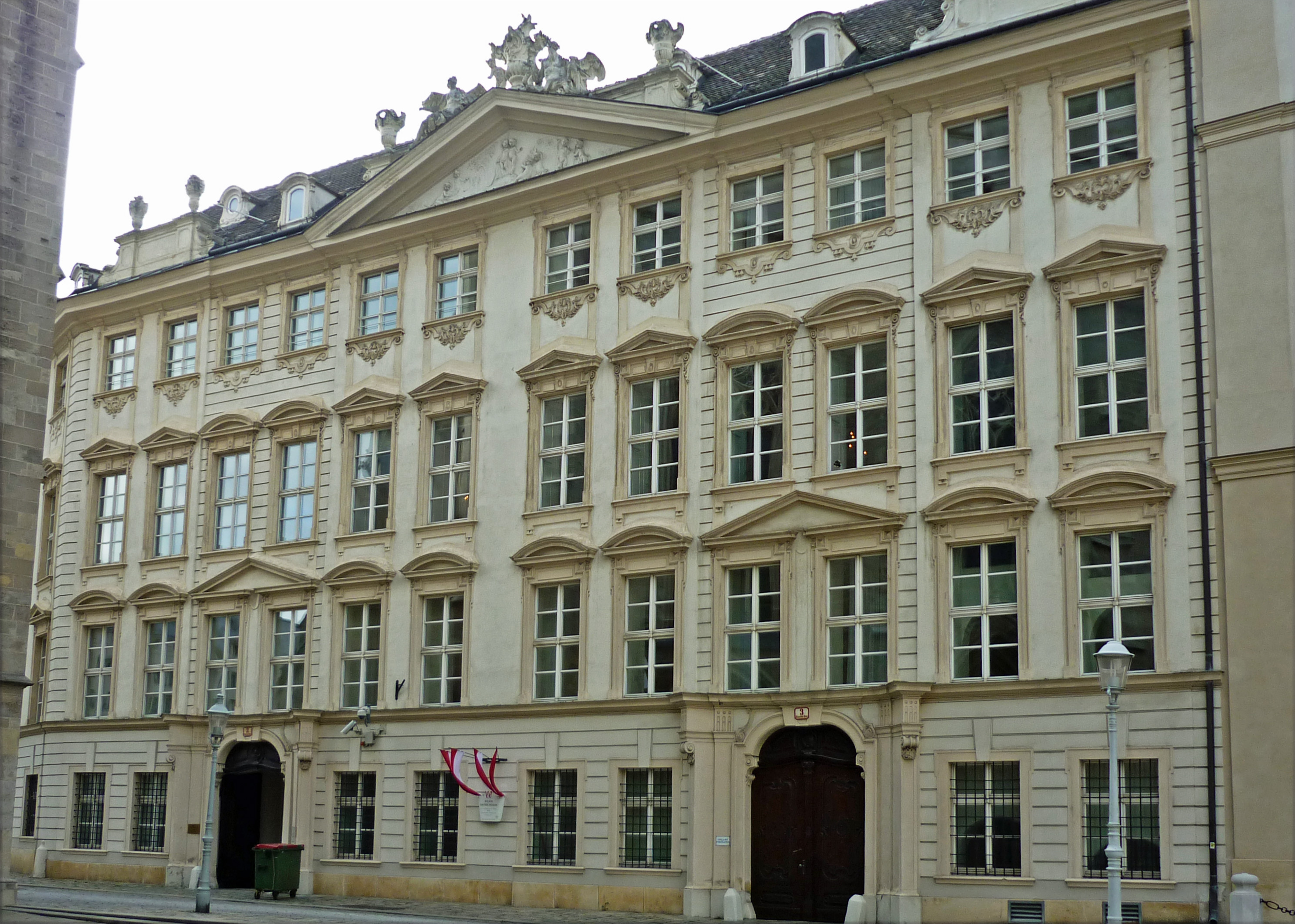
Palazzo Dietrichstein, Cattedrale di Santa Maria (Oradea)(1755)

Era figlio del carpentiere tedesco Wolfgang Hillebrandt, emigrato a Vienna dall'Alto Palatinato con la sua famiglia. All'età di 15 anni, Hillebrandt fece domanda all'Accademia di Belle Arti di Vienna e vi fu accettato come studente il 3 gennaio 1734.
Successivamente Hillebrandt intraprese un lungo viaggio di studio attraverso la Germania e i Paesi Bassi. Fra il 1739 e il 1740 lavorò per un breve periodo per il principe-vescovo di Würzburg Friedrich Karl von Schönborn-Buchheim, come collaboratore dell'architetto Johann Balthasar Neumann.  Nel 1742 costruì le fortificazioni di Ravensburg.
A Buda trasformò il monastero delle clarisse nella sede dell'amministrazione del comitato. Ha anche guidato la costruzione del Palazzo Reale di Buda. Durante il suo soggiorno a Presburgo, l'odierna Bratislava, progettò e costruì diverse residenze aristocratiche estive. Completò la costruzione della cattedrale e l'edificio del Seminario episcopale di Oradea nel 1751.
Quando Giovanni Battista Martinelli morì nel 1757, Hillebrandt fece domanda per succedergli come architetto della Camera di Corte ungherese. Alla fine dell'anno fu assunto come successore di Martinelli, ma non ricevette alcun compenso. Solo con la conferma ufficiale del 29 ottobre 1762 gli fu concessa una retribuzione. Dal 1757 al 1797, Hillebrandt fu in gran parte responsabile di tutti gli edifici pubblici in Ungheria. Durante questo periodo, quasi tutti gli edifici governativi in Ungheria furono costruiti sotto la sua direzione, tra cui la Cattedrale cattolica dell'Assunzione di Santa Maria di Oradea in Romania. Negli anni dal 1761 al 1778 continuò anche la ristrutturazione del monastero premostratense di Louka vicino a Znojmo in Moravia. Dal 1773 al 1775 ricostruì il Castello di Hof, sopraelevando l'edificio del palazzo di un piano e conferendogli sostanzialmente l'aspetto attuale.
Con effetto dal 31 ottobre 1772, Hillebrandt fu nominato successore del defunto Nicolò Pacassi come capo architetto di Corte. Come tale, fu responsabile della riprogettazione della Hofburg di Vienna dal 1773 al 1775.
Fu anche autore della ricostruzione del castello di Halbturn.

## Edifici in Slovacchia
Il suo primo lavoro in Slovacchia fu la ricostruzione del Castello di Bratislava (1761 - 1768) per il nuovo luogotenente ungherese Alberto di Sassonia-Teschen, genero della regina Maria Teresa. Secondo il progetto di Hillebrandt fu costruito il palazzo detto Teresianum, aggiunto al lato orientale del palazzo reale del castello e andato a fuoco nel 1811. In questo edificio, che fu il primo esempio del neoclassicismo teresiano, erano conservate le ricche collezioni artistiche di Alberto di Sassonia-Teschen, che furono poi trasportate a Vienna, dove costituiranno la base dell'Albertina.

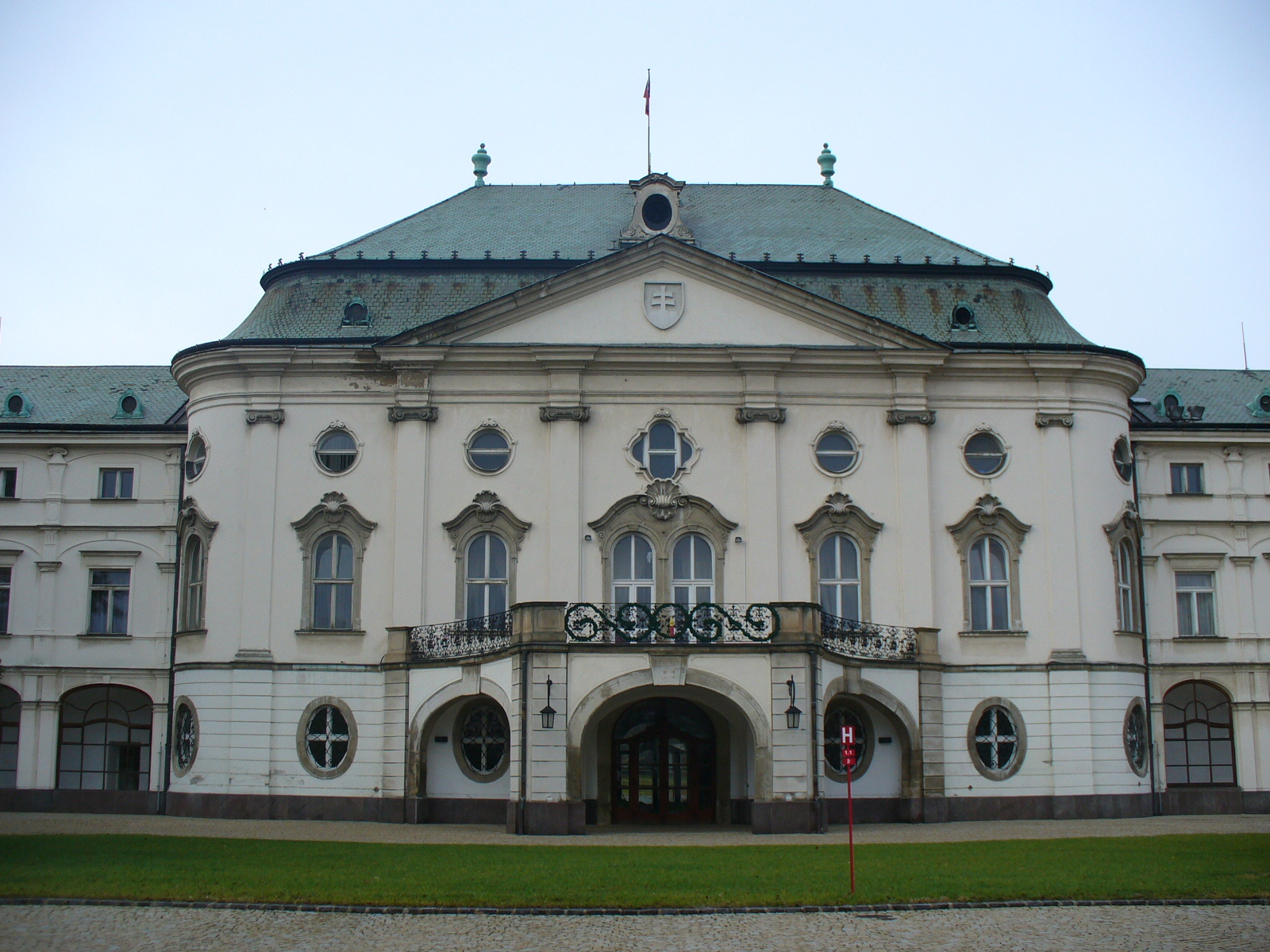
Hillebrandt fu autore della ristrutturazione del Palazzo arcivescovile d'estate di Presburgo, l'odierna Bratislava.

Il successivo edificio fu il granaio erariale di Presburgo, l'odierna Bratislava (1773), costruito sul sito dell'attuale Reduta. Nel 1769 elaborò i piani dell'oratorio nella basilica dei Sette Dolori della Vergine Maria a Šaštín. Partecipò alla ricostruzione del castello di Holíč, del Palazzo arcivescovile d'estate (negli anni 1761-1765) nella periferia di Presburgo (oggi sede del governo), all'ampliamento e alla ricostruzione dell'edificio della Camera reale ungherese su Michalská ulica. Un'opera importante fu anche la costruzione dell'edificio della Facoltà di Medicina dell'Università di Trnava fra il 1770 e il 1773.
Nel 1774, Hillebrandt elaborò un piano regolatore per Presburgo per volere di Maria Teresa, che prevedeva l'abbattimento delle mura della città, che avevano perso il loro antico significato difensivo: al loro posto sorsero nuovi quartieri periferici. Nei tre anni successivi furono demolite le vecchie mura e le porte con torrette (furono conservate solo la Porta di San Michele e parte delle fortificazioni sul lato occidentale della città).
Nel castello di Nitra secondo i suoi progetti fu costruito il palazzo del Preposito.